# Coruja-das-neves
Bufo-das-neves, coruja-das-neves ou coruja-do-ártico (Bubo scandiacus) é uma espécie de ave estrigiforme pertencente à família Strigidae.
Através da análise da sequência do DNA mitocondrial do citocromo b, descobriu-se que esta espécie possui proximidade genética com as corujas pertencentes ao género Bubo (Olsen et al., 2002).
Foi decretado em 2021 a data de celebração internacional da coruja das neves, sendo o dia 11 de agosto escolhido para o decorrer da homenagem às corujas das neves.

## Descrição
A coruja-das-neves mede entre 53 e 65 cm de comprimento, com uma envergadura entre 1,25 e 1,50 m. Podem pesar de 1,8 kg até 3 kg. Apresenta dimorfismo sexual: o macho adulto é visualmente branco puro, enquanto a plumagem das fêmeas é ligeiramente mais escura, o que lhe garante uma melhor camuflagem quando se encontra no solo fazendo o ninho. Os imaturos possuem manchas negras no abdome. As crias eclodem cobertas de uma penugem branca, que, após dez dias, escurece para um cinza que fornece melhor camuflagem. O bico da coruja-das-neves, grande e afiado, é preto e é parcialmente escondido na penugem, possuindo uma forma arredondada. A íris é amarela. As asas grandes e largas permitem à coruja-do-ártico voar rente ao solo ou acelerar em perseguição das presas. As garras compridas e curvas permitem-na capturar e matar as presas. A plumagem densa que cobre as patas protege contra o frio.

## Habitat e distribuição
Encontrada exclusivamente na tundra, habita regiões geladas como a parte norte dos Estados Unidos, Canadá, Alasca, norte da Eurásia, além de regiões do Ártico. No inverno, migram longas distâncias para sul.
Sua localização máxima registrada ao sul compreende Texas, Geórgia, a porção americana do Golfo do México, sul da Rússia, norte da China e até mesmo o Caribe.

## Alimentação
Ao contrário dos seus parentes noctívagos, a coruja-do-ártico caça quer de dia, quer de noite, uma vez que, no verão ártico, é quase sempre dia. Os ouvidos da coruja, escondidos debaixo de uma plumagem intensa, permite-lhe até ouvir pequenos mamíferos debaixo da neve. A coruja das neves chega aos 200 km/h no mergulho. As presas menores, como os lemingues, coelhos e outras aves, são mortas com um único golpe. Eventualmente pode-se observar uma coruja-das-neves se alimentando de peixes.
A coruja-das-neves também se alimenta de carniça. Quando as populações de lemingues diminuem, as corujas-do-ártico migram em massa.

## Comportamento
A coruja-das-neves é uma ave solitária, silenciosa e tímida. Mas, na primavera, cada par que acasala reclama para si um território de caça por meio de guinchos que podem ser ouvidos até 10 km de distância. Durante a época de acasalamento, esta coruja torna-se agressiva quando se sente ameaçada, apesar de ao início as fêmeas poderem simular um ferimento. Na estação quente, a coruja regula a temperatura estendendo e batendo as asas. Estas aves pousam frequentemente sobre as elevações, com os olhos semicerrados, mas sempre alertas a qualquer ruído.

## Reprodução

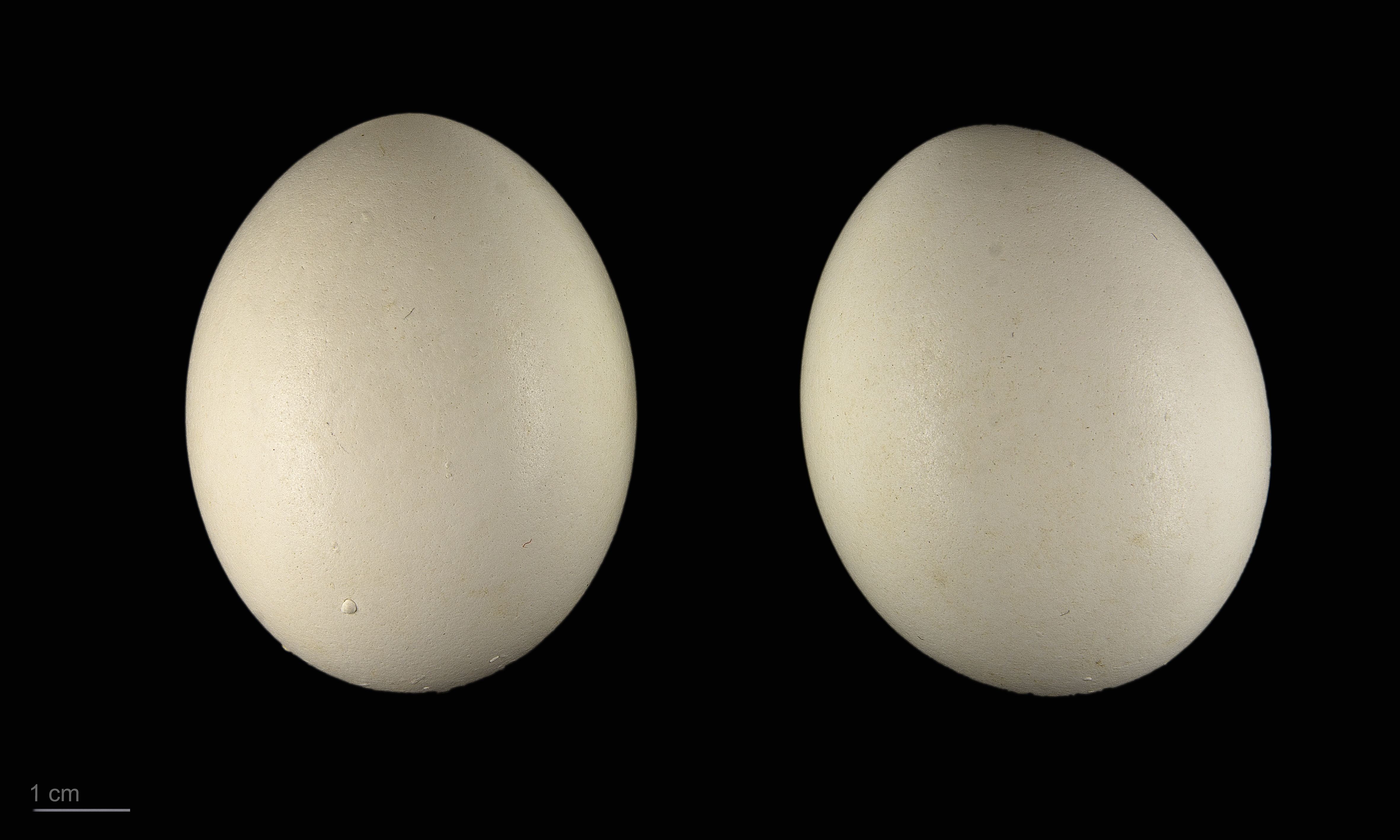
Bubo scandiacus - MHNT

A corte nupcial começa nos princípios de maio; o macho efetua voos de exibição; frequentemente, oferece à fêmea um lemingue morto. Em vez de construir um ninho, a fêmea escava um buraco em um morro. O ciclo de procriação está ligado à dimensão da população de lemingues, sua principal presa. Os ovos são postos um a um, com vários dias de intervalo, com a última postura a ter lugar apenas alguns dias antes do primeiro ovo eclodir. A primeira cria a nascer é alimentada em primeiro lugar, podendo por isso crescer e ver seu futuro garantido. As outras crias são alimentadas consoante as disponibilidades de alimento. As crias estão aptas a voar cerca de 50 dias depois de eclodirem, aprendendo a caçar logo em seguida. Vive em média 9 anos.